# Don't Bore Us, Get to the Chorus! - Roxette's Greatest Video Hits
Don't Bore Us, Get to the Chorus! - Roxette's Greatest Video Hits è un video del duo pop rock svedese Roxette, pubblicato nel 1995 dalla Picture Music International.

## Descrizione
Don't Bore Us, Get to the Chorus! - Roxette's Greatest Video Hits è un video rilasciato in VHS, Laserdisc e Video CD, e contiene 20 videoclip, realizzati tra il 1989 e il 1995.
La maggior parte dei video sono stati già pubblicati nel 1989, in "Look Sharp Live" ("The Look", "Dressed for Success", "Listen to your Heart" e "Dangerous"), nel 1991, in "The Videos" ("It Must Have Been Love", "Joyride", "Fading Like a Flower (Every Time You Leave)", "The Big L". e "Spending My Time"), e nel 1992, in "Live Ism" (Church of your Heart e (Do You Get) Excited? e How Do You Do!).
La versione video di "Almost Unreal" non ha nessun riferimento al film "Super Mario Bros.".
I videoclip di "Queen of Rain", "Fingertips'93", "Fireworks" e "Run to You", che vengono pubblicati per la prima volta in un video compilation del gruppo, non hanno nessun riscontro, come i videoclip di "Church of Your Heart" e "(Do You Get) Excited?", con la raccolta Don't Bore Us - Get To The Chorus!.

## Tracce
1. You Don't Understand Me
2. The Look
3. Dressed for Success
4. Listen to Your Heart
5. Dangerous
6. It Must Have Been Love
7. Joyride
8. Fading Like a Flower (Every Time You Leave)
9. The Big L.
10. Spending My Time
11. Church of Your Heart
12. (Do You Get) Excited?
13. How Do You Do!
14. Queen of Rain
15. Fingertips '93
16. Almost Unreal
17. Sleeping in My Car
18. Crash! Boom! Bang!
19. Fireworks
20. Run to You
21. Vulnerable